# Ковтун, Валерий Петрович
Валерий Петрович Ковтун (укр. Валерій Петрович Ковтун; 22 октября 1944, Ясиноватая, Сталинская область — 3 февраля 2005, Киев) — украинский, советский артист балета, балетмейстер, педагог. Народный артист СССР (1978).

## Биография
В детстве посещал занятия танцевального кружка в Доме культуры железнодорожников в Ясиноватой.
В 1959 году, в возрасте 15 лет, поступил в Днепропетровское театральное училище. В 1962 году перевёлся в Киевское государственное хореографическое училище, где его педагогами были И. М. Булатова, Е. М. Зайцева и Ф. Н. Баклан (окончил в 1965 году). По рекомендации П. Вирского, будучи ещё студентом выпускного класса, 24 декабря 1964 года дебютировал на сцене Киевского театра оперы и балета им. Т. Шевченко в спектакле «Лебединое озеро».
С 1965 года — артист Харьковского театра оперы и балета им. Н. Лысенко.
С 1968 по 1985 год — солист Киевского театра оперы и балета им. Т. Шевченко.
В театре с 1969 года сложился многолетний творческий танцевальный дуэт с балериной Т. Таякиной. В 1970 году их дуэт принимал участие в Международном конкурсе артистов балета в Варне, где они стали лауреатами 3-й премии. В 1973 году получили 2-ю премию и серебряную медаль Международного конкурса артистов балета в Москве.
С 1973 года был партнёром балерины М. Плисецкой на съёмках телевизионных версий балетов в цикле «Звёзды русского балета» режиссёра Ф. Слидовкера (pas de deux из балета «Лебединое озеро», 1973; «Гибель розы», 1978), в гастрольных поездках за рубежом и спектаклях Большого театра в Москве.
В 1977 году по приглашению М. Плисецкой участвовал вместе с Т. Таякиной в IV Международном фестивале танца в Париже, где за исполнение «Большого классического па» на музыку Д. Обера в хореографии В. Гзовского получил из рук С. Лифаря премию имени В. Нижинского, вручаемую Парижской академией танца.
Гастролировал во многих странах мира: Англия, Индия, Венгрия, Италия, Германия, Болгария, Чехия, Словакия, Югославия, Хорватия, Польша, Франция, США, Аргентина, Япония, Швейцария, Колумбия, Коста-Рика, Венесуэла, Никарагуа, Испания, Панама, Норвегия, Швеция, Дания и др.
В 1984 году окончил балетмейстерский факультет ГИТИСа им. А. Луначарского в Москве (педагог Р. Захаров).
В 1985—1987 годах — главный балетмейстер Киевского театра оперы и балета им. Т. Шевченко.
В 1987—1988 годах — главный балетмейстер Укрконцерта.
В 1989—1998 годах — художественный руководитель и главный балетмейстер Киевского театра классического балета, с 1998 по 2005 год, после слияния Театра классического балета с Детским музыкальным театром и Центром искусств «Славутич» — главный балетмейстер вновь образованного Киевского музыкального театра для детей и юношества (ныне Киевский муниципальный академический театр оперы и балета для детей и юношества).
В 1994—2005 годах — художественный руководитель «Международного балета Очи» (Ochi International Ballet) (Нагоя, Япония).
С 1977 по 1997 год преподавал дуэтный танец в Киевском хореографическом училище. В 1983—1986 и 1992—2003 годах — заведующий кафедрой хореографии и пластического воспитания Киевского института театрального искусства им. И. Карпенко-Карого (ныне Киевский национальный университет театра, кино и телевидения имени И. К. Карпенко-Карого) (с 1997 — доцент)
Умер 3 февраля 2005 года в Киеве от энцефалита. Похоронен на Байковом кладбище.

### Семья
- Жена — Таякина Татьяна Алексеевна (1951—2023), артистка балета. Народная артистка СССР (1980).
- Сын — Кирилл, танцовщик, преподаёт дуэтный танец в Киевском хореографическом училище.
- Два внука.

## Награды и звания
- 3-я премия Международного конкурса артистов балета в Варне (1970)
- 2-я премия Международного конкурса артистов балета в Москве (1973)
- Лауреат конкурса артистов балета 10-го Всемирного фестиваля молодёжи и студентов в Берлине (1973)
- Народный артист Украинской ССР (1976)
- Народный артист СССР (1978)
- Премия Ленинского комсомола (1977, совместно с Т. Таякиной)
- Государственная премия Украинской ССР им. Т. Шевченко (1986, совместно с Т. Таякиной, «за создание главных партий в балетах „Лесная песня“ М. Скорульского, „Спящая красавица“ П. Чайковского в Театре оперы и балета им. Т. Шевченко и концертно-исполнительскую деятельность последних лет»)[2].
- Орден «За заслуги» III степени (2004)[3]
- Премия им. В. Нижинского Парижской академии танца на IY Международном фестивале танца (Франция, 1977)

## Творчество

### Партии

#### Харьковский театр оперы и балета
- Зигфрид — «Лебединое озеро» П. И. Чайковского
- Альберт — «Жизель» А. Адана
- Базиль — «Дон Кихот» Л. Минкуса
- Гармодий — «Спартак» А. И. Хачатуряна
- Хулиган — «Барышня и хулиган» на музыку Д. Д. Шостаковича
- Вацлав — «Бахчисарайский фонтан» Б. В. Асафьева
- Ромео — «Ромео и Джульетта» С. С. Прокофьева
- Дезире — «Спящая красавица» П. И. Чайковского
- Принц — «Золушка» С. С. Прокофьева

#### Киевский театр оперы и балета
- Зигфрид — «Лебединое озеро» П. И. Чайковского
- Принц — «Щелкунчик» П. И. Чайковского
- Дезире — «Спящая красавица» П. И. Чайковского
- Альберт — «Жизель» А. Адана
- Базиль — «Дон Кихот» Л. Минкуса
- Ромео — «Ромео и Джульетта» С. С. Прокофьева
- Вацлав — «Бахчисарайский фонтан» Б. В. Асафьева
- Принц — «Золушка» С. С. Прокофьева
- Жан де Бриен — «Раймонда» А. К. Глазунова
- Лукаш — «Лесная песня» М. А. Скорульского
- Данила — «Каменный цветок» С. С. Прокофьева
- Парис — «Лилея» К. Ф. Данькевича
- Красс — «Спартак» А. И. Хачатуряна
- Джеймс — «Сильфида» Х. Лёвенскьольда
- Дон Жуан — «Каменный властелин» В. С. Губаренко
- Сергей, Пётр — «Поэма о Марине» Б. Л. Яровинского
- Граф Вишенка — «Чиполлино» К. С. Хачатуряна
- Вронский — «Анна Каренина» Р. К. Щедрина
- Ферхад — «Легенда о любви» А. Д. Меликова
- Франц — «Голубой Дунай» на музыку И. Штрауса
- Иван — «Тени забытых предков» В. Д. Кирейко
- Юноша — «Шопениана» на музыку Ф. Шопена
- Юноша — «Болеро» на музыку М. Равеля[4]
- Юноша — «Третья сюита» на музыку П. И. Чайковского
- Дафнис — «Дафнис и Хлоя» на музыку М. Равеля
- Солор — картина «Тени» из балета «Баядерка» на музыку Л. Минкуса
- Видение — «Видение Розы» на музыку К. Вебера
- Юноша — «Бабочка» Ж. Оффенбаха.

### Постановки

#### Киевский театр оперы и балета
- 1980 — «Спящая красавица» П. И. Чайковского
- 1983 — Вечер одноактных балетов: «Танцы часов» из оперы «Джоконда» А. Понкьелли, «Третья сюита» на музыку П. И. Чайковского
- 1984 — «Шарка» на музыку Б. Сметаны
- 1985 — «Баядерка» на музыку Л. Минкуса
- 1986 — «Щелкунчик» П. И. Чайковского
- 1987 — «Лебединое озеро» П. И. Чайковского
- 2003 — «Лилея» К. Ф. Данькевича

#### Киевский театр классического балета
- 1989 — «Лебединое озеро» П. И. Чайковского
- 1989 — «Шопениана» на музыку Ф. Шопена
- 1990 — Вечер одноактных балетов на музыку П. И. Чайковского: «Белая сюита» и «Франческа да Римини»
- 1990 — «Жизель» А. Адана
- 1991 — «Аполлон Мусагет» И. Ф. Стравинского
- 1992 — «Болеро» на музыку М. Равеля
- 1992 — «Кармен-сюита» Ж. Бизе в оркестровке Р. К. Щедрина
- 1992 — «Щелкунчик» П. И. Чайковского
- 1996 — «Спартак» А. И. Хачатуряна.

#### Киевский музыкальный театр для детей и юношества
- 1999 — «Наяда и Рыбак» Ц. Пуни
- 1999 — «Петя и волк» на музыку С. С. Прокофьева
- 2000 — «Жизель» А. Адана
- 2000 — «Бал у Штраусса» на музыку И. Штрауса
- 2000 — «Праздник у Севильи» на музыку Ж. Массне
- 2001 — «Лебединое озеро» П. И. Чайковского
- 2002 — «Ромео и Джульетта» С. С. Прокофьева
- 2002 — «Блестящий дивертисмент» на музыку Ж. Бизе
- 2004 — «Шопениана» на музыку Ф. Шопена
- 2004 — «Золушка» С. С. Прокофьева
- 2004 — «Сомнамбула» на музыку П. И. Чайковского.

#### Международный балет Очи (Нагоя)
- 1994 — «Жизель» А. Адана
- 1994 — «Коппелия» Л. Делиба
- 1995 — «Белая сюита» на музыку П. И. Чайковского
- 1995, 2001 — «Дон Кихот» Л. Минкуса
- 1995, 2002 — «Спящая красавица» П. И. Чайковского
- 1995 — «Сильфида» Х. Лёвенскьольда
- 1995 — Гран-па из балета «Пахита» Л. Минкуса
- 1997 — Танцы из оперы «Сид» Ж. Массне
- 1997 — «Вальпургиева ночь» Ш. Ф. Гуно
- 1997 — «Классическая симфония» С. С. Прокофьева
- 1997 — «Корсар» на музыку А. Адана, Л. Делиба, Р. Дриго, Ц. Пуни
- 1999, 2003 — «Баядерка» Л. Минкуса
- 2003 — «Лебединое озеро» П. И. Чайковского
- 2004 — «Сомнамбула» на музыку П. П. Чайковського
- 2004 — «Парижское веселье» на музыку Ж. Оффенбаха

#### Сербская национальная опера (Нови-Сад)
- 1991 — «Щелкунчик» П. И. Чайковского
- 1992 — «Лебединое озеро» П. И. Чайковского

#### Словенская национальная опера (Марибор)
- 1997 — «Лебединое озеро» П. И. Чайковского
- 1999 — «Жизель» А. Адана
- 1999 — Вечер одноактных балетов: «Франческа да Римини» на музыку П. И. Чайковского и «Кармен-сюита» Ж. Бизе в оркестровке Р. К. Щедрина
- 2003 — «Щелкунчик» П. И. Чайковского
- 2003 — «Баядерка» на музыку Л. Минкуса

#### Постановки в других театрах
- 1983 — «Лучаферул» Е. Д. Доги (Молдавский театр оперы и балета — дипломная работа в ГИТИСе)
- 1991 — «Лебединое озеро» П. И. Чайковского (Украинский художественно-спортивный ансамбль "Балет на льду)
- 1995 — «Баядерка» на музыку Л. Минкуса (Румынская национальная опера в Бухаресте)

### Видеография
- 1979 — «Жизель» А. Адана — Альберт (Жизель — Т. Таякина), спектакль Театра оперы и балета им. Т. Шевченко, хореография Ж. Коралли, Ж. Перро и М. Петипа в редакции К. Сергеева, дирижёр — О. Рябов).